# Zeewijk
Die Zeewijk wurde für die Kamer Zeeland der Niederländischen Ostindien-Kompanie in Middelburg gebaut. Die einzige Fahrt des Spiegelretourschiffes startete an der Festung Rammekens am 7. November 1726. Der Frachtsegler strandete am 9. Juni 1727 auf der Fahrt nach Batavia (früherer Name von Jakarta) im Half Moon Reef rund 75 km vor der westaustralischen Küste im Gebiet der Pelsaert-Inseln, einer Inselgruppe im Süden des Houtman-Abrolhos-Archipels.
Ein Teil der Besatzung konnte sich auf das nahegelegene Gun Island retten, nur wenige Kilometer entfernt vom Wrackplatz der 1629 gesunkenen Batavia. Ebenso wie beim Drama dieses Untergangs, gab es auch unter den Überlebenden der Zeewijk Mord, Wahnsinn und Gewalttätigkeiten. Dort bauten die Überlebenden binnen vier Monaten aus den Wrackteilen der Zeewijk und sonstigem Material und Treibgut, das sie auf den umliegenden Inseln fanden, ein kleines Boot namens Sloepie. Mit diesem erreichten zuletzt 82 Personen am 30. April 1728 den ursprünglichen Zielhafen Batavia.

## Schiffswrack
Das Wrack der Zeewijk wurde 1968 entdeckt. Es liegt auf Position 28° 54′ 30″ S, 113° 49′ 0″ O.